# Willa Stiassny

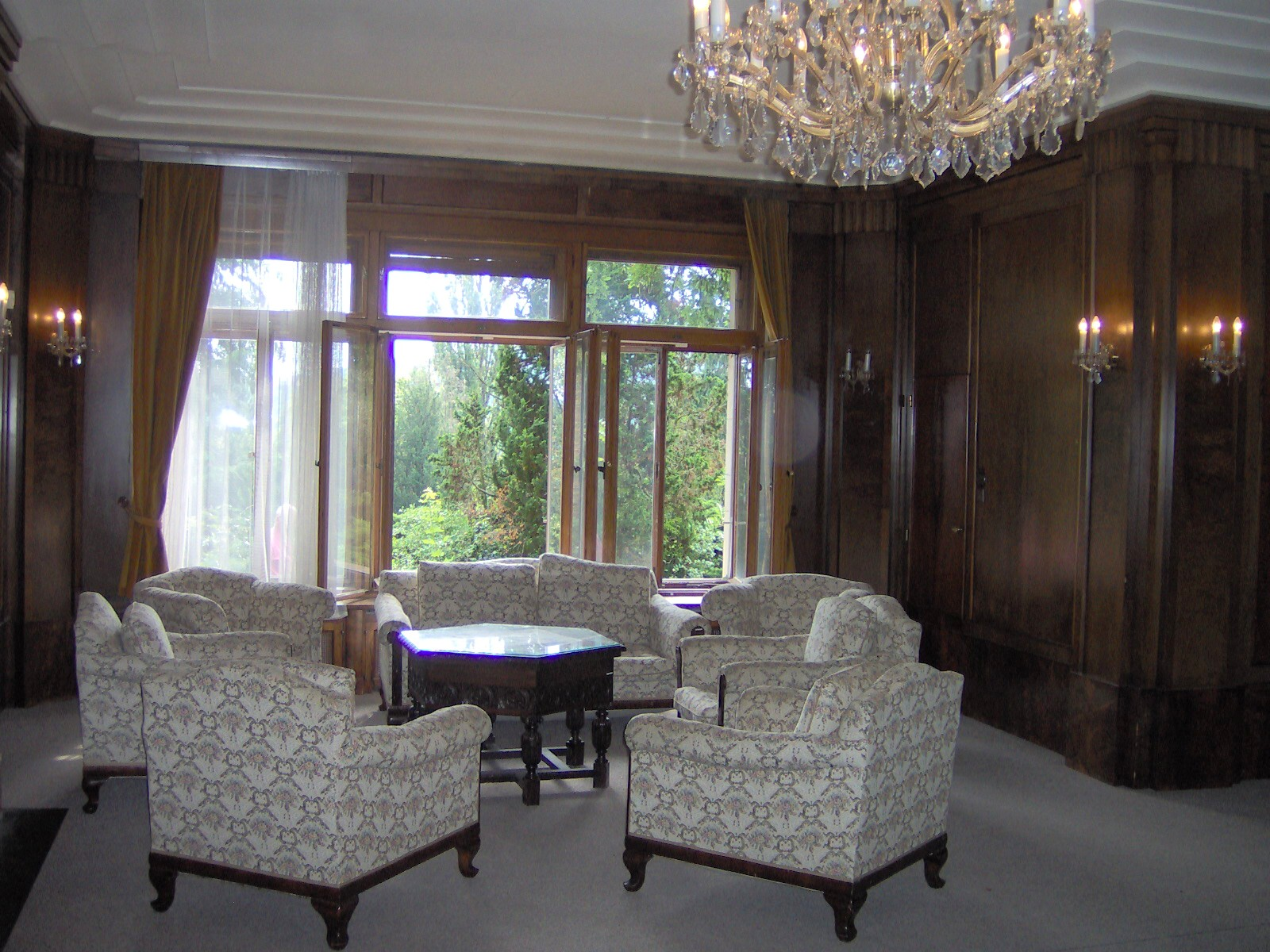
Wnętrze

Willa Stiassny (także: Willa Stiassni, cz. Vila Stiassny) – modernistyczna willa, zlokalizowana w Brnie przy ul. Hroznovéj 14, zaprojektowana przez Ernsta Wiesnera. Ukończona w 1929. Zamawiającym był przemysłowiec tekstylny Alfred Stiassny, stąd nazwa.

## Historia
Pierwotny projekt Wiesner stworzył w 1927, ale ukończenie budynku nastąpiło dopiero dwa lata później. W 1939 obiekt objęła policja. Od 1946 umieszczono tu urzędy państwowe, a od 1952 zaadaptowano budynek na cele reprezentacyjne, m.in. przebywał w niej Fidel Castro. W latach 90. XX wieku przeszła w ręce prywatne. Od 2009 przebiega kapitalny remont willi, z przeznaczeniem na ekspozycję sztuki i architektury XX wieku.

## Architektura
Budynek piętrowy, na rzucie litery L. Obok stoją jeszcze budynki garażowe i dwa mniejsze przy wjeździe (m.in. dawne mieszkanie kierowcy państwa). Gładką fasadę zdobią w zasadzie tylko powierzchnie okienne i drzwi w piaskowcowych ościeżnicach. Na południowej stronie zamontowano wysuwane markizy. Jadalnię umieszczono od strony ogrodu i połączono z nim dużą loggią. 
Pomieszczenia reprezentacyjne mieściły się na parterze, a na piętrze pokoje służby, pokoje dla gości, część socjalna i bawialnia dla dzieci z wyjściem na taras. 